# Body-Leasing
Body-Leasing (auch Bodyleasing) ist eine Form temporärer Arbeitnehmerüberlassung. Der Begriff existiert zwar auch auf Englisch (wörtlich Körper-Vermietung), ist aber zum Verständnis mit customer on site zu erklären. Beim Body-Leasing ist der Arbeitsplatz nicht (nur) beim Arbeitgeber, sondern (regelmäßig) beim Kunden vor Ort. Der Kunde stellt zwar den Arbeitsplatz zur Verfügung, übernimmt aber keine Pflichten als Arbeitgeber.
Häufig werden Vor-Ort-Dienstleistungen im IT-Bereich Body-Leasing genannt, zum Beispiel wenn IT-Spezialisten einer anderen Firma für ein Softwareprojekt überlassen werden.